# Tityus serrulatus
Espèce
Synonymes
- Tityus acutidens Mello-Leitão, 1933
- Tityus serrulatus vellardi Mello-Leitão, 1939
- Tityus lamottei Lourenço, 1981

Tityus serrulatus est une espèce de scorpions de la famille des Buthidae.

## Distribution
Cette espèce est endémique du Brésil. Elle se rencontre du Rio Grande do Sul au Rio Grande do Norte.

## Description

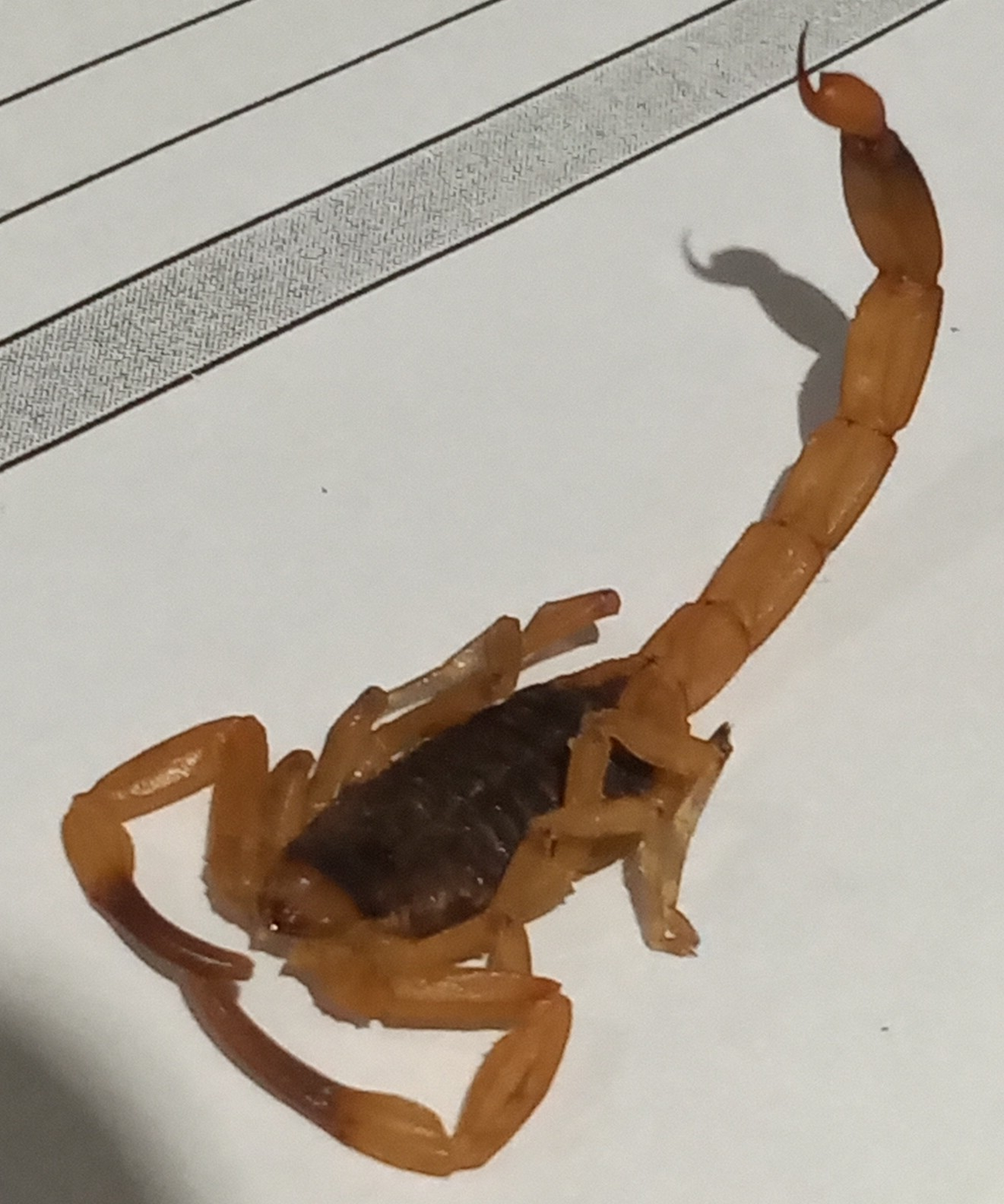
Tityus serrulatus

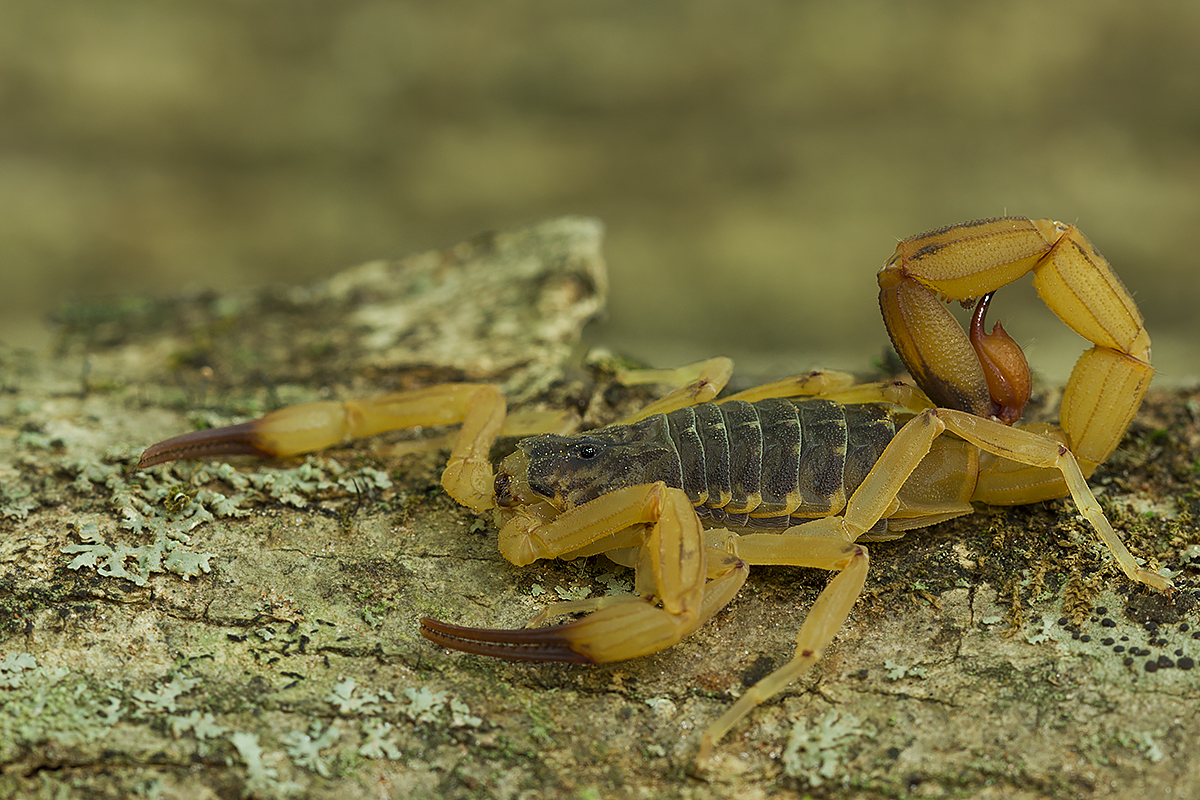
Tityus serrulatus

Les mâles décrits par Souza, Candido, Lucas et Brescovit en 2009 mesurent 73,7 et 77,0 mm et les femelles 64,5, 65,8 et 71,8 mm.
Certaines populations de cette espèce sont parthénogeniques.

## Systématique et taxinomie
Cette espèce a été décrite par Lutz et Mello en 1922.
Tityus serrulatus vellardi a été placée en synonymie par Lourenço en 1981.
Tityus acutidens et Tityus lamottei ont été placées en synonymie par Souza, Candido, Lucas et Brescovit en 2009.

## Publication originale
- Lutz & Mello, 1922 : « Cinco novos escorpiões brasileiros dos gêneros Tityus e Rhopalurus. » Folha Medica Anales, vol. 3, no 4, p. 25-26.